# Wetmorella albofasciata
Wetmorella albofasciata är en fiskart som beskrevs av Schultz och Marshall, 1954. Wetmorella albofasciata ingår i släktet Wetmorella och familjen läppfiskar. IUCN kategoriserar arten globalt som livskraftig. Inga underarter finns listade i Catalogue of Life.